# Parapenaeus sextuberculatus
Parapenaeus sextuberculatus är en kräftdjursart som beskrevs av Kubo 1949. Parapenaeus sextuberculatus ingår i släktet Parapenaeus och familjen Penaeidae. Inga underarter finns listade i Catalogue of Life.